# Napal Putih (Serai Serumpun)
Napal Putih is een bestuurslaag in het regentschap Tebo van de provincie Jambi, Indonesië. Napal Putih telt 758 inwoners (volkstelling 2010).